# Stephanosaurus marginatus
Stephanosaurus marginatus es la única especie conocida del género dudoso extinto Stephanosaurus (gr. «Lagarto coronado») es un género de dinosaurio ornitópodo hadrosáurido, vivió a finales del período Cretácico, hace aproximadamente 75 millones de años, en el Campaniense, en lo que es hoy Norteamérica Sus restos se han encontrado en Alberta, Canadá, con una complicada historia taxonómica.

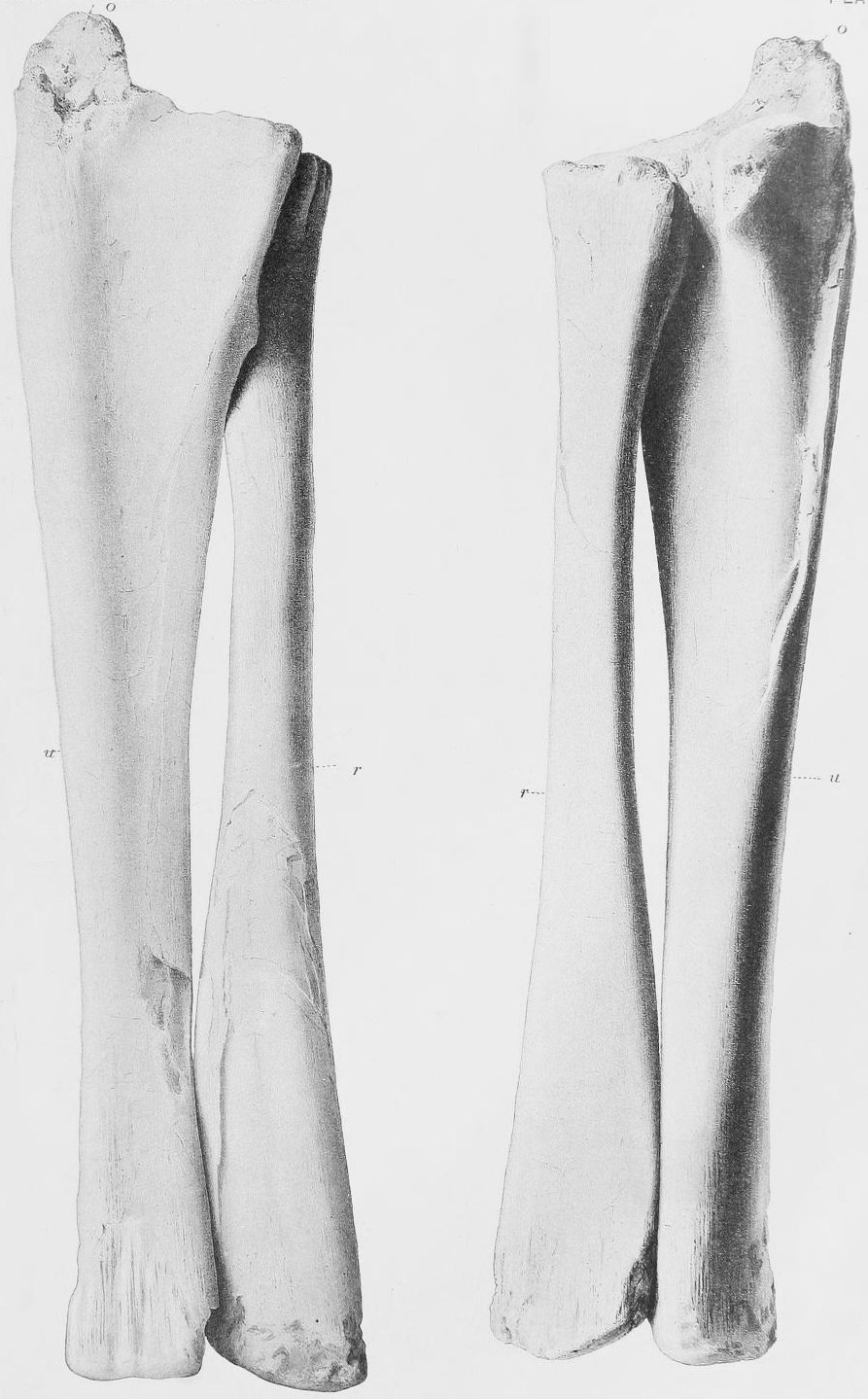
Cúbito y radio de Stephanosaurus.

En 1902, Lawrence Lambe nombró a un conjunto de restos de fósiles de extremidades y otros huesos de hadrosáurido, originalmente GSC 419, de Alberta  como Trachodon marginatus. Los paleontólogos comenzaron a hallar mejores restos de hadrosáuridos de las mismas rocas en la década de 1910, en la que ahora es conocida como la Formación Dinosaur Park que data de la época del Campaniano (Cretácico Superior). Lambe asignó dos nuevos cráneos a T. marginatus, y basándose en la nueva información, acuñó el nombre de género Stephanosaurus para la especie en 1914. Lambe siguió usando a la especie original marginatus, por lo que el espécimen tipo de Stephanosaurus fue el que él designó en principio, los huesos de extremidades en mal estado y los fragmentos aplastados de cráneo, no los dos nuevos cráneos. Sin embargo, los restos de extremidades y del cráneo no pueden ser asignados con certeza al mismo animal de los cráneos completos, ni ser diferenciados de otros hadrosáuridos. Debido a que no se podía asociar los cráneos completos con el material fragmentario original de marginatus, en 1923 William Parks propuso un nuevo nombre de género y especie para el material más completo, que honrarían a Lambe: Lambeosaurus lambei, holotipo NMC 2869, originalmente GSC 2869.